# La Haye-Pesnel
 La Haye-Pesnel  là một xã thuộc tỉnh Manche trong vùng Normandie tây bắc nước Pháp. Xã này nằm ở khu vực có độ cao trung bình 89 mét trên mực nước biển.